# Fissurina dumastii
Fissurina dumastii är en lavart som beskrevs av Fée. Fissurina dumastii ingår i släktet Fissurina och familjen Graphidaceae.   Inga underarter finns listade i Catalogue of Life.